# Orlovice
Orlovice település Csehországban, Vyškovi járásban. Orlovice Hvězdlice, Bohdalice-Pavlovice, Vážany, Prusy-Boškůvky, Švábenice, Moravské Málkovice és Kozlany településekkel határos. Lakosainak száma 294 fő (2024. január 1.).

## Népesség
A település lakosságának változását az alábbi diagram mutatja:
| Lakosok száma | 477  | 519  | 598  | 560  | 408  | 307  | 315  | 318  | 307  | 294  |
|               | 1869 | 1890 | 1921 | 1950 | 1980 | 2001 | 2017 | 2019 | 2022 | 2024 |